# Niels Lassen (udflytterbonde)
|  | For andre personer med samme navn, se Niels Lassen |
Niels Lassen (Født ca. 1729, død 8. Jan. 1811 i Sædder) var gårdmand, ejer af Sprettingegård, husbonde forpagter på Tuebyholm og Sjællands første udflytterbonde. Han var far til Kammerråd og godsejer Lars Lassen.

## Biografi

### Første udflytterbonde
Omkring slut 1750erne foreligger at da den nye driftsform – fra trevangsbrug til kobbelbrug – med stærkt stigende udbytte – var blevet gennemført på Bregentved, begyndte Adam Gottlob Moltke straks omlægningen af driften på hovedgården, Sofiendal i Terslev sogn.
Da Niels havde set ændringerne på Sofiendal androg han A. G. Moltke om tilladelse til at anstille lignende forsøg på hans fæstegård Sprettingegård, under Turebyholm, som dengang var på 9 tdr. hartkorn. Han opnåede ikke blot tilladelsen til forsøget, men til løn for at være kommet sit herskab i forkøbet, fik han af A. G. Moltke overladt Sprettingegård til arv og ejendom. Sprettingegård fik jordtilliggende fra 2-3 nedlagte eller nedbrændte gårde i Alkestrup. Jorden gik derved ud af byens fællesdrift og blev et selvstændigt brug under Turebyholm. Niels blev dermed Sjællands første udflytterbonde før ordet fik sin betydning og han var forløber for landboreformerne i slutningen af 1700 tallet. Titlen ”første Sjællandske udflytter bonde” tillægges ellers den lærde Hans Jensen Bjerregaard, Gentofte under Hørsholm, som flyttede sin gård ud i 1766, altså en halv snes år senere.
Sprettingegård
Sprettingegård ligger i Sædder sogn nær ved Ulstrup by under Turebyholm. Niels Lassen og hustru Karen, Født Sørensdatter (1726-1810), har formentlig overtaget den nyopførte Sprettingegård som fæstegård ved deres giftermål omkring 1755.

#### Driften på Sprettingegård
Niels fik sin jord inddelt i elleve kobler, som han forsynede med dobbeltgrøfter og levende hegn. A. G.Moltke kunne samtidig fremhæve sin stolthed, at Niels Lassen havde et årligt overskud på to hundrede rdl. Ved siden af, at gården var blevet nybygget af muret bindingsværk af sten brændt i hans egen teglovn.
Niels Lassen har også, i flere år dyrket et ret stort areal med hvede og med ret godt udbytte. Hvede var dengang en kornart, som ellers ikke blev dyrket af bønder. Hurtigt spurgtes det viden om og 1768, – altså endnu i den tid, da byernes marker overvejende blev dyrket i fællesskab, – købte flere stevnske byer såhvede på Sprettingegården.

#### Driftsystem på Bistrup gods 1775[4]
1775 stillede Borgmester Hans Christopher Hersleb, som også var medlem af direktionen for Bistrup gods, forslag om Antagelse af en Landmåler, som sammen med Niels Lassen skulle forberede Indførelsen af det nye Driftssystem på Bistrup.

#### Husbonde forpagter
Fra omkring 1787 har Niels bortforpagtet Sprettingegård til Ole Olsen og Niels er flyttet til Turebyholm som husbonde forpagter.

#### Benzonseje
5 Juli 1788 køber Niels Lassen for 2000 rdl. 1. prioritet til 6 bøndergårde tilhørende Benzonseje Gods (I dag Risbyholm) af Brown brødrene. Niels søn Lars Lassen, som tidl. havde været Tjenestekarl fuldmægtig under hans svoger Jacob Rosted på Billesborg, blev i den forbindelse sat ind som forvalter af Benzonseje gods. Året efter fik sønnen Lars Lassen mulighed for at købe godset som han så betalte 38.000 Rdl. for.

#### Sølvmedalje[10]
Omkring 1790 modtager Niels den mindre sølvmedalje af grevskabet for at have anlagt et teglbrænderi. Den mindre sølvmedalje er en præmie for landbrugstiltag eller godt landmandskab, som godset havde i det øjemed at fremme nye metoder, og i slægt med de mere kendte præmier fra Det kongelige Landhusholdningsselskab, som dækkede hele landet.

#### Død og begravelse[11]
Niels dør 1811 i en alder alder 82 år året efter hans hustru Karen Sørensdatter som døde 1810, 84 år. På Sædder kirkegård ved korets sydmur står et sandstensmonument med marmortop og indfældet marmorplade med denne følgende smukke indskrift:
| Citat | TRÆTTE AF EN LANG VANDRING GJENNEM LIVET SKJØNDT STYRKEDE VED ET LV AARIGT ÆGTESKABS LYKSALIGHED GIK TVENDE ÆDLE HER TIL HVILE OLDINGEN NIELS LASSEN OG HANS HUSTRU KAREN LASSEN FØDTE AF BØNDER BEVISTE DE VED DERES DAAD AT ADEL KAN EN BONDE VÆRE HINANDEN TROE I LIVET FULGTE DE OG SNART HINANDEN I DØDEN HUN DØDE DEN XXIII FEBR MDCCCX OG HAN DEN VIII JANUAR MDCCCXI FRED OVER DERES ASKE | Citat |
|       | |       |

## Børn
| Navn                                 | Født | død  | Bemærkninger |
| ------------------------------------ | ---- | ---- | --- |
| Birthe Kirstine Rosted (Født Lassen) | 1757 | 1839 | Gift med Kammerråd Jacob Rosted (1747 - 1824). Student Køge 1763, exam. jur. 1769, skifteforvalter ved Vallø 1772. Efterfulgte 1780 faderen som amtsforvalter over Tryggevælde amt, afskediget og udnævnt til kammerråd 1808. Købte 1788 Jersie og Solrød kirker med jus patronatus et vocandi af guvernør David Brown. Ejer af Edelgave gods 1791-97, senere ejer af Farumgård 1798-1806 og fra 1802-04 ejer af Sandholmgård. Ved sin død ejer af Værløsegård. Jacob fik med hans hustru Birthe 3 børn. |
| Lars Lassen                          | 1761 | 1823 | Kammerråd og godsejer Lars Lassen blev gift med Johanne Kirstine Meyer. De fik sammen 8 børn. |